# Titre subordonné remboursable
Pour les articles homonymes, voir TSR.
Les titres subordonnés remboursables ou TSR sont une sorte d'obligation, mais en diffèrent au niveau du rang de créance.
Les coupons ne sont pas toujours garantis, mais le capital l'est, sauf en cas de défaut ou faillite de l'émetteur. Dans ce cas, le remboursement n'intervient qu’après désintéressement intégral de tous les autres créanciers privilégiés ou chirographaires.
Le Crédit lyonnais a été le premier établissement émetteur en mars 1998,.